# Friedrich Müller (Fußballspieler)
Friedrich Müller (* 7. Dezember 1907 in München; † 15. Mai 1978) war ein deutscher Fußballnationalspieler und Fußballtrainer.

## Sportliche Laufbahn

### Spieler
Der Münchner Müller begann das Fußballspielen beim DSV München, ehe er 1930 zum Dresdner SC wechselte. Ein Jahr später durfte er zwei Länderspiele für den DFB bestreiten. Mitte der dreißiger Jahre kehrte er nach München zurück und spielte den Rest seiner aktiven Zeit für den FC Wacker München.
Der schnelle Linksaußen schaffte mit dem DSV in der Saison 1926/27 den Aufstieg in die Bezirksklasse Bayern-Gruppe Südbayern. Zur Runde 1930/31 schloss sich der gelernte Druckereifachmann dem Dresdner SC in Sachsen an. Bereits in seinem ersten Jahr gewann er mit dem DSC die Meisterschaft in Mitteldeutschland und nahm deshalb mit seinem Verein an den Spielen um die deutsche Fußballmeisterschaft teil. Gegen den VfB Königsberg wurde 8:1 gewonnen, gegen Holstein Kiel mit 3:4 Toren verloren. Mit der Verbandsauswahl von Mitteldeutschland setzte er sich im Wettbewerb des Bundespokals im Halbfinale am 11. Januar 1931 in Beuthen mit einem 5:1-Sieg gegen Südostdeutschland durch. Er hatte dabei auf Linksaußen an der Seite von Halbstürmer Erwin Helmchen gestürmt. Das Finale fand am 19. April 1931 in Dresden gegen Süddeutschland statt. Mitteldeutschland trat mit insgesamt zehn Spieler des einheimischen Dresdner SC an; die komplette Angriffsreihe mit Kurt Hallmann, Rudolf Berthold, Karl Schlösser, Richard Hofmann und „Fritz“ Müller stellte der aktuelle Meister. Das Endspiel wurde mit 3:4 Toren in der Verlängerung verloren.
Sieben Tage später, am 26. April, debütierte Friedrich Müller als Linksaußen beim Länderspiel in Amsterdam gegen die Niederlande in der deutschen Fußballnationalmannschaft. Beim 1:1-Remis waren auch noch die DSC-Kameraden Kurt Stössel, Karl Schlösser und Richard Hofmann im Team von Bundestrainer Otto Nerz aktiv. Einen Monat danach, am 24. Mai, stand er zum zweiten Mal in der Nationalelf. In Berlin verlor Deutschland mit 0:6 Toren gegen Österreich. Gegen den Angriffsschwung des Wunderteams mit deren Innentrio Gscheidl, Sindelar und Schall war die deutsche Elf hilflos.
Im Jahr 1932 verlor er mit seinen Mannschaftskameraden des DSC das Finalspiel um die mitteldeutsche Meisterschaft. 1933 gelang dagegen erneut der Meisterschaftsgewinn. Im ersten Jahr der Gauliga Sachsen, 1933/34, trat der Meister aus Sachsen in den Gruppenspielen um die deutsche Meisterschaft gegen den 1. FC Nürnberg, Borussia Fulda und Wacker Halle an. Punktgleich mit 9:3 Zählern führten Nürnberg und Dresden die Gruppe am Ende an, durch das bessere Torverhältnis zog der „Club“ in das Halbfinale ein. In Franken hatte sich der DSC mit 2:1 und in Sachsen am 13. Mai vor 46.000 Zuschauern im Ostragehe Nürnberg mit 1:0 Toren durchgesetzt. Der DSC-Angriff war dabei mit Karl Schlösser, Rudolf Berthold, Helmut Schön, Richard Hofmann und Friedrich Müller im Einsatz gewesen.
Insgesamt wird der Linksaußen aus Bayern beim DSC mit acht Endrundeneinsätzen um die deutsche Meisterschaft geführt, in denen er drei Tore erzielte. Mitte der 1930er-Jahre kehrte er nach München zurück und spielte bei den „Blausternen“ von Wacker München.

### Trainer
Nach dem 2. Weltkrieg war Friedrich Müller als Fußballtrainer tätig. In der Hinrunde der Saison 1949/50 trainierte er in der ostdeutschen DS-Liga die Betriebssportgemeinschaft Horch Zwickau und legte den Grundstein für den am Saisonende errungenen DDR-Meistertitel. 1950/51 war er in der zweitklassigen DDR-Liga Trainer der BSG Wismut Lauter. Von 1955 bis 1956 betreute er den DDR-Ligisten BSG Fortschritt Meerane. 